# 瀘縣惠濟橋
惠濟橋位於四川省瀘州市瀘縣，文物遺址年代判定為明。2012年7月16日公佈為第八批四川省文物保護單位。

## 簡介[2]
惠濟橋位於四川省瀘州市瀘縣福集鎮的瀨溪河上，原名七里橋，又名伏龍橋，明萬曆三年（1575）修葺，明崇禎四年（1631）重建，清嘉慶十九年（1814）修繕，道光年間改建為拱券橋。橋呈東北一西南走向，為石質八墩九券橋，長105.6公尺，寬7.9公尺，高10.53公尺，每券跨度約10公尺，形如蓮瓣。橋西北有石質仿木結構牌坊式橋碑一通，通高3.8公尺，面闊4.2公尺，四柱三間三樓，開間嵌碑，上有熊文燦撰寫碑文。惠濟橋對研究明、清時期瀘縣交通、政治、經濟、社會生活等狀況有重要價值。2006年，惠濟橋被瀘州市人民政府公佈為市級文物保護單位。